# Peneothello pulverulenta
La balia delle mangrovie (Peneothello pulverulenta (Bonaparte, 1850)) è un uccello della famiglia dei Petroicidi originario delle isole Aru, della Nuova Guinea e dell'Australia settentrionale.

## Tassonomia
La balia delle mangrovie venne descritta per la prima volta dal naturalista francese Carlo Luciano Bonaparte nel 1850 a partire da un esemplare raccolto in Nuova Guinea, coniando per essa il nome scientifico Myiolestes pulverulentus. In seguito la specie venne trasferita nel genere Peneoenanthe dall'ornitologo australiano Gregory Mathews. Attualmente viene classificata nel genere Peneothello, sulla base dei risultati di uno studio della filogenesi molecolare della famiglia dei Petroicidi pubblicato nel 2011.
Attualmente ne vengono riconosciute quattro sottospecie:
- P. p. pulverulenta (Bonaparte, 1850) (regioni costiere della Nuova Guinea centro-settentrionale e centro-meridionale);
- P. p. leucura (Gould, 1869) (isole Aru e regione costiera dell'Australia nord-orientale);
- P. p. alligator (Mathews, 1912) (regione costiera dell'Australia centro-settentrionale e isole vicine);
- P. p. cinereiceps (Hartert, 1905) (regione costiera dell'Australia nord-occidentale).

## Descrizione

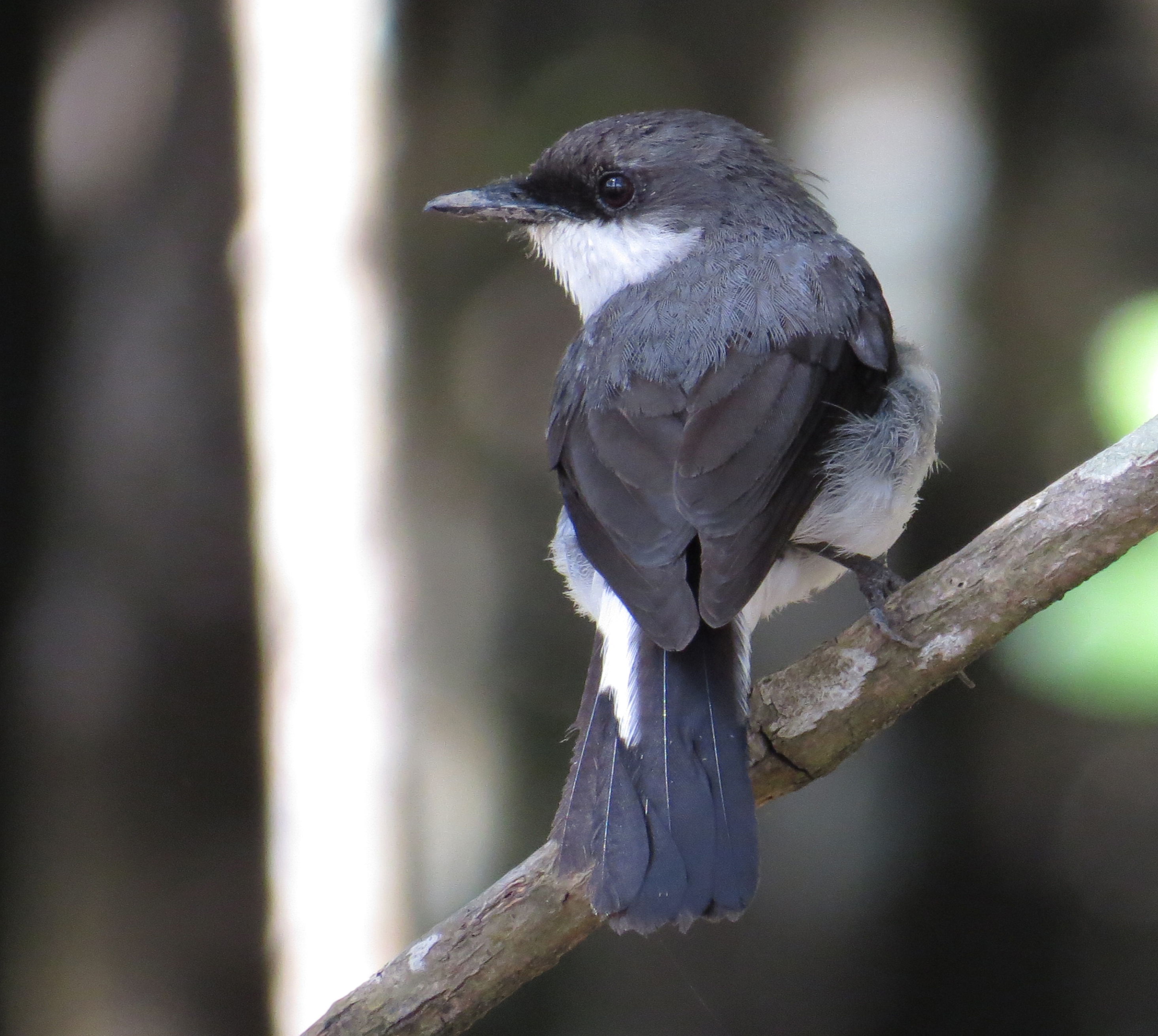
Vista dorsale della balia delle mangrovie, con le timoniere esterne bianche.

La balia delle mangrovie ha un peso medio di 21,3 g nei maschi e di 17,3 g nelle femmine. L'apertura alare varia a seconda delle sottospecie: leucura ha un'apertura alare di 86-90 mm nei maschi e di 77-84 mm nelle femmine, mentre in alligator i rispettivi valori sono di 82-87 mm e di 76-80 mm. In cinereiceps i maschi hanno un'apertura alare di 80-84 mm, le femmine di 76-78 mm. La specie presenta una caratteristica «barra chiara opaca» alla fine delle remiganti, anche se non è molto visibile. Allo scopo di facilitare la manovrabilità in volo attraverso la fitta foresta di mangrovie, la balia ha sviluppato ali e coda rotondeggianti.

## Distribuzione e habitat
La specie è presente in Australia settentrionale e in Nuova Guinea. Predilige le foreste di mangrovie tropicali e subtropicali situate al di sopra del livello dell'alta marea e solo raramente si sposta al di fuori del suo habitat usuale.
La balia delle mangrovie viene classificata tra le «specie a rischio minimo» (Least Concern) sulla lista rossa della IUCN, dal momento che la popolazione è rimasta stabile nel corso degli ultimi dieci anni. Il suo areale copre in tutto una superficie di 426.000 km².

## Biologia
Il richiamo della balia delle mangrovie è stato descritto come un «fischio confuso». Si nutre degli insetti che trova sul fango quando la marea si ritira. Sebbene questi possano costituire la parte fondamentale della dieta, la balia consuma anche una quantità significativa di granchi.